# Lionel Delplanque
Pour les articles homonymes, voir Delplanque (homonymie).
Lionel Delplanque est un réalisateur français, né à Pontoise le 27 janvier 1972.
Il a réalisé quatre courts métrages entre 1994 et 1999. Il a ensuite réalisé deux longs métrages : Promenons-nous dans les bois en 2000 et Président en 2006.

## Biographie
Lionel Delplanque est né à Pontoise. Après une classe préparatoire en sciences politiques, il poursuit des études de cinéma à l'ESEC et réalise son premier court métrage à 22 ans. Un an plus tard, il tourne Les Lustrales, un moyen métrage de 40 min. Suivent Silver Shadow, récompensé du prix du scénario au Festival de Clermont-Ferrand ; puis Opus 66, Grand Prix du court métrage fantastique au Festival de Gérardmer.
À 27 ans, il réalise son premier long métrage, Promenons-nous dans les bois qui sort en 2000. Le film est distribué dans plus de 30 pays et remporte le Prix du meilleur film fantastique européen au Festival de Sitgès.
Durant l'été 2005, il tourne Président, un film sur les coulisses du pouvoir, dans lequel Albert Dupontel interprète un chef d'État. Le film est sorti en salles le 20 septembre 2006.

## Filmographie

### Courts et moyens métrages
- 1994 : Le Ticket (court-métrage de 5 minutes en noir et blanc)
- 1995 : Les Lustrales (moyen métrage de 40 minutes)
- 1997 : Silver Shadow (court-métrage de 18 minutes)
- 1998 : Opus 66 (court-métrage de 6 minutes)

### Longs métrages
- 2000 : Promenons-nous dans les bois
- 2006 : Président

### Clip
- 2003 : Superstar de Superbus

## Distinctions
- Festival international du court-métrage de Clermont-Ferrand 1997 : prix du scénario pour Silver Shadow
- Festival international du film de São Paulo 1998 : prix du public pour Opus 66
- Festival de Gérardmer 1999 : Grand Prix du court métrage fantastique pour Opus 66
- Festival international du film de Sitges 2000 : Prix du meilleur film fantastique européen pour Promenons-nous dans les bois